# Hans Rosling
Hans Rosling (ur. 27 lipca 1948 w Uppsali, zm. 7 lutego 2017 tamże) – profesor zdrowia publicznego w Instytucie Karolinska i dyrektor Fundacji Gapminder (która stworzyła oprogramowanie Trendalyzer), popularyzator powszechnej edukacji, opartej na faktach.

## Życiorys
Pochodził z niezamożnej rodziny, która była zmuszona do korzystania z pomocy społecznej, gdy matka Hansa była długotrwale hospitalizowana z powodu gruźlicy. Hans korzystał też z darmowej edukacji oraz leczenia, gdy zachorował. Osobiste doświadczenia z dzieciństwa leżały u podstaw przekonania, że wszyscy mają prawo do podstawowej opieki zdrowotnej oraz dofinansowywania droższych terapii.
Rosling w młodości chciał zostać aktorem (był m.in. połykaczem mieczy, co zademonstrował w czasie  wystąpienia na konferencji TED. W latach 1967–1974 studiował statystykę i medycynę na Uniwersytecie w Uppsali. Od 1972 roku studiował zdrowie publiczne w St. John's Medical College w Bengaluru; otrzymał licencję lekarza w 1976. W okresie 1979–1981 pełnił funkcję District Medical Officer w Nacala w północnym Mozambiku.
21 sierpnia 1981 r. Hans Rosling odkrył ognisko choroby porażeniowej, opisanej w 1938 r. jako konzo. Badania z tym związane pozwoliły mu uzyskać stopień doktora na uniwersytecie w Uppsali w 1986 roku. Spędził dwie dekady badając ogniska tej choroby na odosobnionych obszarach Afryki. W tym czasie był promotorem więcej niż 10 doktorantów.
Ogniska choroby pojawiały się wśród ludności dotkniętej głodem, której dieta, zdominowana przez niewystarczająco przetworzony maniok, prowadzi do niedożywienia i wchłaniania dużych dawek cyjanku.
Badania Roslinga skupiały się również na innych powiązaniach pomiędzy rozwojem gospodarczym, rolnictwem, ubóstwem i zdrowiem w Afryce, Azji i Ameryce Łacińskiej. Był doradcą w kwestiach zdrowotnych dla WHO, UNICEF-u i agencji pomocowych. W 1993 r. był jednym z założycieli oddziału organizacji Lekarze bez Granic w Szwecji. W latach 2001–2007 był kierownikiem Wydziału Zdrowia Międzynarodowego (IHCAR) Instytutu Karolinska. Jako przewodniczący Karolinska International Research and Training Committee (1998–2004) rozpoczął współpracę badawczą w dziedzinie medycyny z uniwersytetami z Azji, Afryki, Bliskiego Wschodu i Ameryki Łacińskiej. Rozpoczął nowe kursy na temat globalnego zdrowia, jak również był współautorem podręcznika, który promuje obraz świata oparty na faktach (Evidence-based medicine).
Prowadził dokument telewizyjny The Joy of Stats, który BBC Four wyemitowało w grudniu 2010.
Wspólnie ze swoim synem (Ola Rosling) i synową (Anna Rosling Rönnlund) założył Fundację Gapminder. Wynikiem działania fundacji jest Trendalyzer – oprogramowanie, które statystyki przedstawia w formie ruchomych, interaktywnych wykresów. Celem Trendalyzera jest promocja obrazu świata opartego na faktach, a nie stereotypach, poprzez wykorzystanie i zrozumienie wolnodostępnych, publicznych statystyk.
Hans Rosling wykorzystywał Trendalyzer podczas swoich prelekcji. Interaktywne animacje są wolnodostępne ze strony fundacji. 16 marca 2007 r. Google nabył Trendalyzer, a w 2008 upubliczniło gadżet „wykres ruchomy”, a w 2009 Public Data Explorer.
Zmarł 7 lutego 2017 r. z powodu raka trzustki.

## Publikacje
W bazie PubMed zgromadzono 74 publikacje naukowe, których współautorem jest Hans Rosling. Wymieniono m.in.:
- C.L.A. Taibo, J. Cliff, H. Rosling, C.D. Hall, M.M. Park, J.A. Frimpong, An epidemic of spastic paraparesis of unknown aetiology in Northern Mozambique, Pan Afr Med J 2017
- H. Nordenstedt, H. Rosling, Chasing 60% of maternal deaths in the post-fact era, Lancet 2016
- T.G. Nyenswah, F. Kateh, L. Bawo, … R.L. Ransom i in., Ebola and Its Control in Liberia 2014-2015, Emerg Infect Dis 2016
- H. Frielingsdorf, E. Bushayija, A. Nordström, F. Nyberg, H. Rosling i in. Challenges and opportunities for the next generation in global health, Lakartidningen 2014
- 23 physicians comments on circumcision of small boys: The Swedish Medical Association should take a more humble approach, Lakartidningen 2014
- H. Rosling, The joy of facts and figures by Fiona Fleck. Bull World Health Organ 2013
- H. Rosling, Z. Zhang, Health advocacy with Gapminder animated statistics,  J Epidemiol Glob Health 2011
- A. Thorson, A. Ragnarsson, H. Rosling, A.M. Ekström, Male circumcision reduces HIV transmission. The risk of transmission from woman to man is halved, Lakartidningen 2010

O ostatniej książce Hansa Roslinga pt. Factfulness: Ten Reasons We're Wrong About the World and Why Things Are Better Than You Think Bill Gates napisał: It’s a fitting final word from a brilliant man, and one of the best books I’ve ever read. Książkę wydano w 24 językach. Ukazała się również w języku polskim.

## Nagrody, wyróżnienia i upamiętnienie
- wybór otrzymanych nagród

W 2009 roku został umieszczony na liście 100. czołowych myślicieli świata, opracowanej przez czasopismo Foreign Policy.
W maju 2018 roku z inicjatywy Nobel Center i Gapminder Foundation zainaugurowano w Nobel Prize Museum cykl wydarzeń nazwanych Popular Education Day. Został zorganizowany w celu kontynuacji dzieła Hansa Roslinga i dla uczczenia jego pamięci. W czasie wydarzeń będą prowadzone wykłady i debaty na temat globalnego rozwoju, w których mają uczestniczyć laureaci Nagród Nobla i inni wybitni naukowcy i nauczyciele. Pierwszy Dzień Edukacji Powszechnej dotyczył popularyzowania „Factfulness” – znaczenia „faktyczności”, rzetelnej wiedzy o świecie, opartej na faktach (w tym evidence-based medicine).